# Ishak Boukhors
Ishak Boukhors (arab. اسحاق بوخرص ;ur. 22 marca 1999) – algierski zapaśnik walczący w stylu wolnym. Zajął piąte miejsce na igrzyskach afrykańskich w 2019. Wicemistrz Afryki w 2020. Srebrny medalista mistrzostw Afryki juniorów w 2016, 2017 i 2018 roku.